# غلين دنيس
غلين دنيس (بالإنجليزية: Glenn Dennis)‏ هو يوفولوجي ‏ أمريكي، ولد في 24 مارس 1925 في أبيلين في الولايات المتحدة، وتوفي في 28 أبريل 2015 في روزويل في الولايات المتحدة.